# 小鰭鐮齒魚
小鳍龙头鱼（学名：Harpadon microchir，又稱短臂龍頭魚或小鰭鐮齒魚，在台灣俗稱那個魚，在中國俗稱豆腐魚）为輻鰭魚綱仙女魚目合齒魚亞目合齒魚科龙头鱼亚科龙头鱼属的其中一種鱼类。

## 分布
本魚分布于印度太平洋區，包括中國、日本、香港、印尼、台湾等海域。该物种的模式产地在日本。

## 特征
本魚體延長呈圓柱形，口大具利齒，眼小，鱗片易脫落。魚體銀白色，背鰭、腹鰭與臀鰭為無色透明，尾鰭黑色，叉形，有脂鰭，體長可達70公分。

## 生態
本魚棲息沙泥底質的海域，游泳能力不強，具有洄游的習性，屬肉食性，以小型無脊椎動物為食。

## 經濟利用

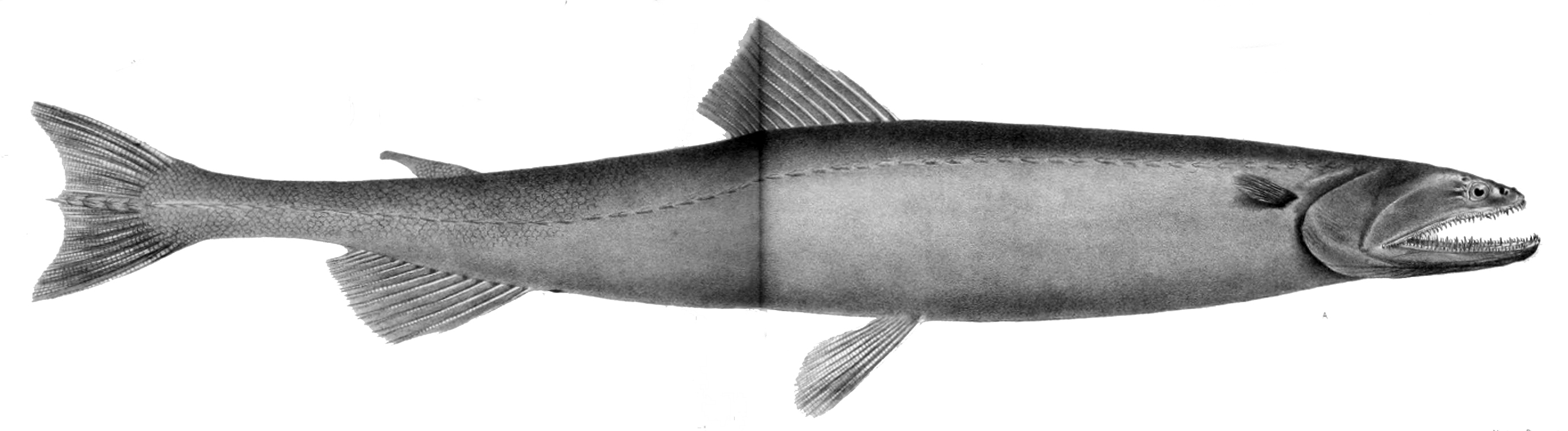
小鰭鐮齒魚

為高經濟價值的食用魚，常隨潮流陷入魚網當中。在台灣屏東縣東港鎮，當地人常將小鰭鐮齒魚與印度鐮齒魚合稱為「名那」或「那個魚」(日語：てなが tenaga)，大多裹麵粉後油炸或是拌入麵線之中煮食。